# IJsland op het Eurovisiesongfestival 2013

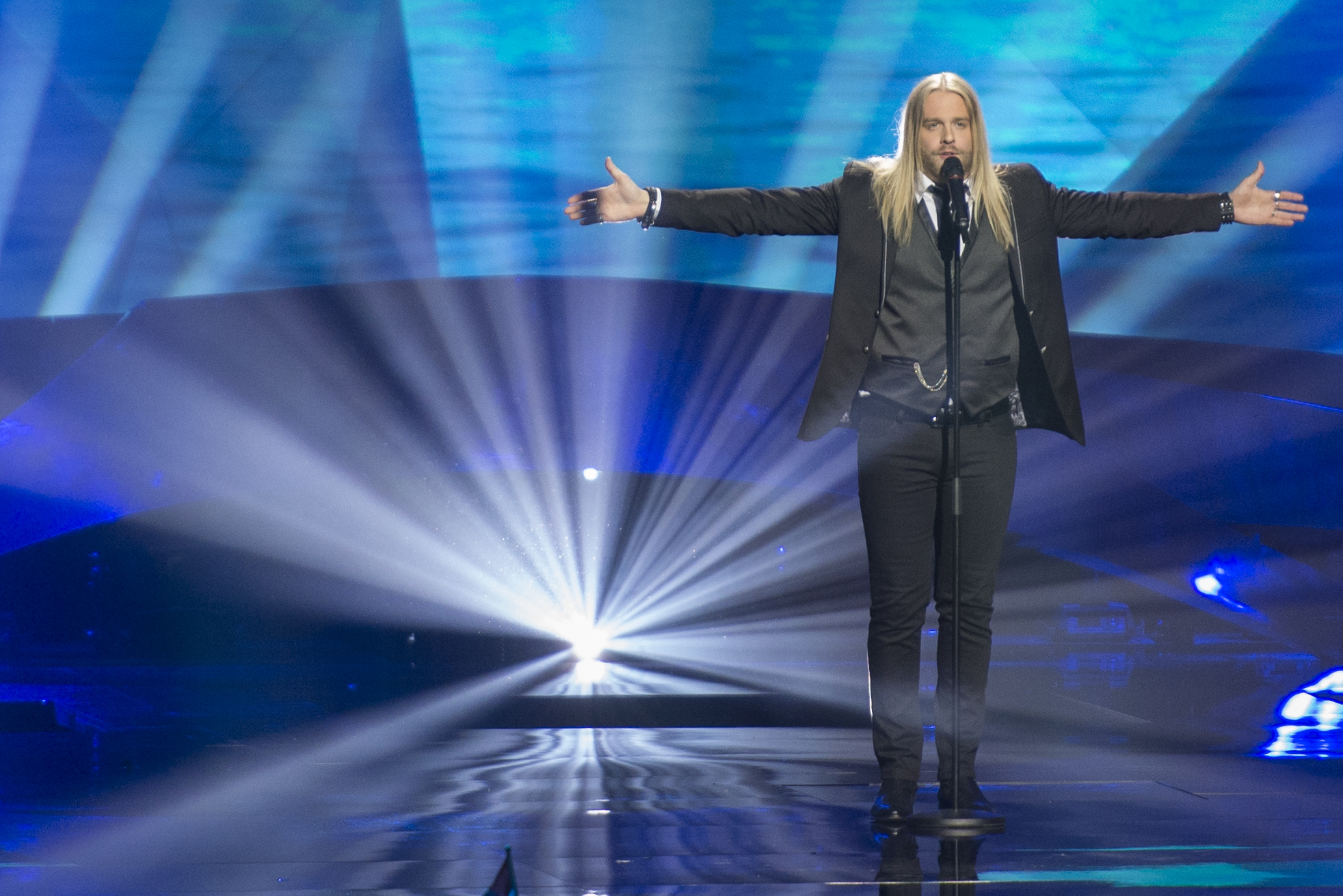
Eyþór Ingi Gunnlaugsson tijdens een repetitie in Malmö

IJsland nam deel aan het Eurovisiesongfestival 2013 in Malmö, Zweden. Het was de 26ste deelname van het land op het Eurovisiesongfestival. RUV was verantwoordelijk voor de IJslandse bijdrage voor de editie van 2013.

## Selectieprocedure
Op 11 september 2012 maakte de IJslandse openbare omroep bekend te zullen deelnemen aan het Eurovisiesongfestival van 2013. Söngvakeppni Sjónvarpsins zou opnieuw dienstdoen als nationale voorronde, maar kreeg wel een kortere naam: Söngvakeppnin. RUV gaf componisten tot 8 oktober de tijd om inzendingen naar de omroep te sturen. Enkel inwoners van IJsland mochten deelnemen, maar deze mochten wel samenwerken met buitenlandse componisten en tekstschrijvers. Elke componist mocht maximaal met drie nummers deelnemen aan de preselectie. Elk nummer moest verplicht in het IJslands vertolkt worden. Voor het Eurovisiesongfestival zelf mocht het nummer eventueel vertaald worden naar een andere taal. Er werden in totaal 240 inzendingen ontvangen, 90 meer dan het voorgaande jaar.
Er streden twaalf acts voor het IJslands ticket naar Malmö, oftewel drie minder dan in 2012. Er werden twee halve finales georganiseerd, waarin telkens zes artiesten het tegen elkaar opnamen. Uit beide halve finales plaatsten de beste drie acts zich voor de finale. De punten werden verdeeld door een vakjury en het televotende publiek. Bij de zes rechtstreeks gekwalificeerde artiesten werd één wildcard gevoegd door de vakjury. In de grote finale bepaalden zowel vakjury als publiek eerst wie de twee superfinalisten waren. In die superfinale kregen de televoters het laatste woord om de IJslandse kandidaat voor het songfestival te kiezen.
De twee voorrondes werden gehouden in de studio's van RUV in Reykjavík. De finale vond plaats in Harpa, de grootste concertzaal van het land. De namen van de twaalf deelnemers aan de IJslandse preselectie werden op 10 januari vrijgegeven. Onder hen twee voormalige winnaars: Birgitta Haukdal en Jóhanna Guðrún Jónsdóttir. Haukdal was op het Eurovisiesongfestival 2003 achtste geworden met het lied Open your heart, terwijl Jóhanna in 2009 voor het beste IJslandse resultaat ooit had gezorgd met een tweede plaats.
De shows werden door Guðrún Dís Emilsdóttir en Þórhallur Gunnarsson gepresenteerd. Jóhanna Guðrún Jónsdóttir werd verrassend uitgeschakeld in de eerste halve finale. Eyþór Ingi Gunnlaugsson, Svavar Knútur Kristinsson & Hreindís Ylva Garðarsdóttir Hólm en Birgitta Haukdal gingen wel door. Uit de tweede halve finale kwalificeerden Jógvan Hansen & Stefanía Svavarsdóttir, Haraldur Reynisson en Unnur Eggertsdóttir zich voor de finale. Na afloop van de tweede halve finale werd duidelijk dat Magni Ásgeirsson de wildcard had verkregen. In de finale wisten Unnur Eggertsdóttir en Eyþór Ingi Gunnlaugsson zich te kwalificeren voor de superfinale. Die laatste trok uiteindelijk aan het langste eind, en mocht aldus IJsland vertegenwoordigen op het Eurovisiesongfestival 2013. Hij koos ervoor om zijn lied Ég á líf niet naar het Engels te vertalen, waardoor er voor het eerst sinds 1997 nog eens IJslands te horen was op het Eurovisiesongfestival.

## Uitslagen

#### Eerste halve finale
25 januari 2013
| Volgorde | Artiest                            | Lied                          |
| -------- | ---------------------------------- | ----------------------------- |
| 1        | Jóhanna Guðrún Jónsdóttir          | Þú                            |
| 2        | Magni Ásgeirsson                   | Ekki líta undan               |
| 3        | Svavar Kristinsson & Hreindís Hólm | Lífið snýst                   |
| 4        | Edda Viðarsdóttir                  | Sá sem lætur hjartað ráða för |
| 5        | Eyþór Ingi Gunnlaugsson            | Ég á líf                      |
| 6        | Birgitta Haukdal                   | Meðal andanna                 |

#### Tweede halve finale
26 januari 2013
| Volgorde | Artiest                                | Lied          |
| -------- | -------------------------------------- | ------------- |
| 1        | Klara Ósk Elíasdóttir                  | Skuggamynd    |
| 2        | Jógvan Hansen & Stefanía Svavarsdóttir | Til þín       |
| 3        | Sylvía Erla Scheving                   | Stund með þér |
| 4        | Haraldur Reynisson                     | Vinátta       |
| 5        | Unnur Eggertsdóttir                    | Ég syng!      |
| 6        | Erna Hrönn Ólafsdóttir                 | Augnablik     |

#### Finale
2 februari 2013
| Volgorde | Artiest                                | Lied            |
| -------- | -------------------------------------- | --------------- |
| 1        | Magni Ásgeirsson                       | Ekki líta undan |
| 2        | Svavar Kristinsson & Hreindís Hólm     | Lífið snýst     |
| 3        | Eyþór Ingi Gunnlaugsson                | Ég á líf        |
| 4        | Birgitta Haukdal                       | Meðal andanna   |
| 5        | Jógvan Hansen & Stefanía Svavarsdóttir | Til þín         |
| 6        | Haraldur Reynisson                     | Vinátta         |
| 7        | Unnur Eggertsdóttir                    | Ég syng!        |

Superfinale
| Plaats | Artiest                 | Lied     |
| ------ | ----------------------- | -------- |
| 1      | Eyþór Ingi Gunnlaugsson | Ég á líf |
| 2      | Unnur Eggertsdóttir     | Ég syng! |

## In Malmö
IJsland trad aan in de tweede halve finale op donderdag 16 mei. Bij het openen van de enveloppen bleek dat Gunnlaugsson zich had gekwalificeerd voor de finale. Na afloop van het festival werd duidelijk dat hij op de zesde plaats was geëindigd, met 72 punten. In de finale kreeg de IJslandse inzending 47 punten en eindigde het op de 17de plaats.